# Nuoto ai campionati mondiali di nuoto 2013 - 50 metri rana femminili
Le qualifiche per la semifinale si sono svolte la mattina del 3 agosto 2013, mentre la semifinale si è svolta la sera dello stesso giorno. La finale, invece, si è svolta la sera del 4 agosto 2013.

## Medaglie
| Posizione | Atleta         | Paese       |
| --------- | -------------- | ----------- |
| Oro       | Julija Efimova | Russia      |
| Argento   | Rūta Meilutytė | Lituania    |
| Bronzo    | Jessica Hardy  | Stati Uniti |

## Record
Prima della manifestazione il record del mondo (WR) e il record dei campionati (CR) erano i seguenti.
| Record mondiale       | 29"80 | Jessica Hardy Stati Uniti | 7 agosto 2009 Federal Way, Stati Uniti d'America |
| Record dei campionati | 30"09 | Julija Efimova Russia     | 2 agosto 2009 Roma, Italia                       |

Durante la competizione sono stati battuti i seguenti record:
| Data     | Evento     | Atleta         | Nazione  | Tempo | Record                                  |
| -------- | ---------- | -------------- | -------- | ----- | --------------------------------------- |
| 3 agosto | Batteria   | Julija Efimova | Russia   | 29"78 | Record mondiale · Record dei campionati |
| 3 agosto | Semifinale | Rūta Meilutytė | Lituania | 29"48 | Record mondiale · Record dei campionati |

## Risultati

### Batterie
| Pos. | Batteria | Corsia | Atleta                    | Nazionalità               | Tempo | Note             |
| ---- | -------- | ------ | ------------------------- | ------------------------- | ----- | ---------------- |
| 1    | 8        | 5      | Julija Efimova            | Russia                    | 29"78 | Q                |
| 2    | 8        | 4      | Jessica Hardy             | Stati Uniti               | 29"99 | Q                |
| 3    | 6        | 4      | Rūta Meilutytė            | Lituania                  | 30"07 | Q                |
| 4    | 7        | 4      | Breeja Larson             | Stati Uniti               | 30"46 | Q                |
| 5    | 6        | 5      | Jennie Johansson          | Svezia                    | 30"55 | Q                |
| 6    | 8        | 6      | Mariya Liver              | Ucraina                   | 30"68 | Q                |
| 7    | 7        | 5      | Petra Chocová             | Rep. Ceca                 | 30"77 | Q                |
| 8    | 8        | 3      | Moniek Nijhuis            | Paesi Bassi               | 30"82 | Q                |
| 9    | 7        | 6      | Fiona Doyle               | Irlanda                   | 30"93 | Q                |
| 10   | 7        | 3      | Alia Atkinson             | Giamaica                  | 31"12 | Q                |
| 11   | 7        | 8      | Marina García Urzainqui   | Spagna                    | 31"22 | Q                |
| 12   | 6        | 3      | Rikke Møller Pedersen     | Danimarca                 | 31"23 | Q                |
| 13   | 7        | 7      | Rebecca Ejdervik          | Svezia                    | 31"39 | Q                |
| 14   | 6        | 8      | He Yuzhe                  | Cina                      | 31"46 | Q                |
| 15   | 8        | 8      | Samantha Marshall         | Australia                 | 31"49 | Q                |
| 16   | 5        | 8      | Hrafnhildur Lúthersdóttir | Islanda                   | 31"50 | Q                |
| 17   | 6        | 7      | Michela Guzzetti          | Italia                    | 31"51 |                  |
| 18   | 7        | 9      | Kim Janssens              | Belgio                    | 31"52 |                  |
| 19   | 6        | 2      | Valentina Artemyeva       | Russia                    | 31"56 |                  |
| 20   | 6        | 6      | Beatriz Travalon          | Brasile                   | 31"59 |                  |
| 21   | 8        | 1      | Viktoriya Solnceva        | Ucraina                   | 31"63 |                  |
| 22   | 6        | 9      | Veera Kivirinta           | Finlandia                 | 31"66 |                  |
| 23   | 5        | 5      | Amit Ivry                 | Israele                   | 31"67 | Record nazionale |
| 24   | 7        | 2      | Suo Ran                   | Cina                      | 31"70 |                  |
| 25   | 7        | 1      | Caroline Ruhnau           | Germania                  | 31"73 |                  |
| 26   | 8        | 0      | Jessica Vall              | Spagna                    | 31"77 |                  |
| 27   | 8        | 2      | Lisa Fissneider           | Italia                    | 31"94 |                  |
| 28   | 5        | 6      | Kim Go-Eun                | Corea del Sud             | 31"95 |                  |
| 29   | 7        | 0      | Anna Makinen              | Finlandia                 | 32"02 |                  |
| 30   | 8        | 7      | Tera van Beilen           | Canada                    | 32"03 |                  |
| 31   | 6        | 0      | Henriette Brekke          | Norvegia                  | 32"11 |                  |
| 32   | 5        | 7      | Julia Sebastián           | Argentina                 | 32"28 |                  |
| 33   | 8        | 9      | Ivana Ninković            | Bosnia ed Erzegovina      | 32"32 |                  |
| 34   | 5        | 4      | Rie Kanetō                | Giappone                  | 32"37 |                  |
| 35   | 4        | 7      | Yvette Man Yi Kong        | Hong Kong                 | 32"56 |                  |
| 36   | 4        | 3      | Mercedes Toledo           | Venezuela                 | 32"61 |                  |
| 37   | 3        | 4      | Samantha Louisa Yeo       | Singapore                 | 32"69 |                  |
| 38   | 5        | 3      | Caroline Reitshammer      | Austria                   | 32"72 |                  |
| 39   | 5        | 1      | Erica Dittmer             | Messico                   | 32"73 |                  |
| 40   | 5        | 2      | Sarah Vaisse              | Francia                   | 32"74 |                  |
| 41   | 4        | 4      | Zuzana Mimovičová         | Slovacchia                | 32"79 |                  |
| 42   | 1        | 2      | Dariya Talanova           | Kirghizistan              | 32"83 |                  |
| 43   | 3        | 6      | Tatiana Chişca            | Moldavia                  | 32"85 |                  |
| 44   | 5        | 0      | Ioana Alexandra Popa      | Romania                   | 32"96 |                  |
| 45   | 4        | 2      | Tara-Lynn Nicholas        | Sudafrica                 | 33"04 |                  |
| 46   | 4        | 9      | Mai Atef                  | Egitto                    | 33"08 |                  |
| 47   | 4        | 8      | Vangelina Draganova       | Bulgaria                  | 33"10 |                  |
| 47   | 3        | 3      | Yen Ling Christina Loh    | Malaysia                  | 33"10 |                  |
| 49   | 5        | 9      | Lei On Kei                | Macao                     | 33"37 |                  |
| 50   | 4        | 6      | Monica Álvarez            | Colombia                  | 33"39 |                  |
| 50   | 3        | 5      | Chen I-chuan              | Taipei cinese             | 33"39 |                  |
| 52   | 4        | 5      | Miriam Corsini            | Mozambico                 | 33"45 |                  |
| 53   | 4        | 0      | Evita Leter               | Suriname                  | 33"55 |                  |
| 54   | 4        | 1      | Maria Romanjuk            | Estonia                   | 33"56 |                  |
| 55   | 3        | 7      | Pilar Shimizu             | Guam                      | 34"20 |                  |
| 56   | 3        | 8      | Tilka Palik               | Zambia                    | 34"28 |                  |
| 57   | 2        | 4      | Vanessa Rivas             | Rep. Dominicana           | 34"52 |                  |
| 58   | 3        | 9      | Tegan McCarthy            | Papua Nuova Guinea        | 34"81 |                  |
| 59   | 3        | 1      | Rachael Tonjor            | Nigeria                   | 35"41 |                  |
| 60   | 3        | 2      | Natalia Gomez             | Costa Rica                | 35"49 |                  |
| 61   | 2        | 7      | Mahfuza Khatun            | Bangladesh                | 35"63 |                  |
| 62   | 2        | 5      | Shne Joachim              | Saint Vincent e Grenadine | 35"76 |                  |
| 63   | 2        | 8      | Bonita Imsirovic          | Botswana                  | 36"53 |                  |
| 64   | 2        | 0      | Teona Bostashvili         | Georgia                   | 37"04 |                  |
| 65   | 3        | 0      | Oreoluwa Cherebin         | Grenada                   | 37"11 |                  |
| 66   | 2        | 6      | Chade Nersicio            | Curaçao                   | 37"43 |                  |
| 67   | 2        | 3      | Altansukh Nomin           | Mongolia                  | 37"78 |                  |
| 68   | 2        | 9      | Mariam Foum               | Tanzania                  | 38"21 |                  |
| 69   | 1        | 4      | Anum Bandey               | Pakistan                  | 38"50 |                  |
| 70   | 2        | 2      | Hemthon Vitiny            | Cambogia                  | 39"53 |                  |
| 71   | 1        | 3      | Angelika Ouedraogo        | Burkina Faso              | 39"58 |                  |
| 72   | 1        | 5      | Ramatoulaye Camara        | Guinea                    | 48"31 |                  |
| 73   | 1        | 6      | Haoua Sangare             | Mali                      | 49"68 |                  |
| 74   | 1        | 7      | Lareiba Seibon            | Niger                     | 49"72 |                  |
|      | 2        | 1      | Vanessa Kokoe             | Costa d'Avorio            |       | DNS              |
|      | 6        | 1      | Satomi Suzuki             | Giappone                  |       | DNS              |

### Semifinali

#### Semifinale 1
| Pos. | Corsia | Atleta                    | Nazionalità | Tempo | Note |
| ---- | ------ | ------------------------- | ----------- | ----- | ---- |
| 1    | 4      | Jessica Hardy             | Stati Uniti | 29"90 | Q    |
| 2    | 5      | Breeja Larson             | Stati Uniti | 30"20 | Q    |
| 3    | 7      | Rikke Møller Pedersen     | Danimarca   | 30"57 | Q    |
| 4    | 6      | Moniek Nijhuis            | Paesi Bassi | 30"61 | Q    |
| 5    | 3      | Mariya Liver              | Ucraina     | 30"94 |      |
| 6    | 2      | Alia Atkinson             | Giamaica    | 31"27 |      |
| 7    | 8      | Hrafnhildur Lúthersdóttir | Islanda     | 31"37 |      |
| 8    | 1      | He Yuzhe                  | Cina        | 31"67 |      |

#### Semifinale 2
| Pos. | Corsia | Atleta                  | Nazionalità | Tempo | Note |
| ---- | ------ | ----------------------- | ----------- | ----- | ---- |
| 1    | 5      | Rūta Meilutytė          | Lituania    | 29"48 | Q    |
| 2    | 4      | Julija Efimova          | Russia      | 29"88 | Q    |
| 3    | 6      | Petra Chocová           | Rep. Ceca   | 30"31 | Q    |
| 4    | 3      | Jennie Johansson        | Svezia      | 30"66 | Q    |
| 5    | 7      | Marina García Urzainqui | Spagna      | 31"24 |      |
| 6    | 8      | Samantha Marshall       | Australia   | 31"26 |      |
| 7    | 2      | Fiona Doyle             | Irlanda     | 31"52 |      |
| 8    | 1      | Rebecca Ejdervik        | Svezia      | 31"73 |      |

### Finale
| Pos. | Corsia | Atleta                | Nazionalità | Tempo | Note                |
| ---- | ------ | --------------------- | ----------- | ----- | ------------------- |
|      | 5      | Julija Efimova        | Russia      | 29"52 |                     |
|      | 4      | Rūta Meilutytė        | Lituania    | 29"59 |                     |
|      | 3      | Jessica Hardy         | Stati Uniti | 29"80 | Record panamericano |
| 4    | 6      | Breeja Larson         | Stati Uniti | 29"95 |                     |
| 5    | 8      | Jennie Johansson      | Svezia      | 30"23 |                     |
| 6    | 7      | Rikke Møller Pedersen | Danimarca   | 30"72 |                     |
| 7    | 1      | Moniek Nijhuis        | Paesi Bassi | 31"31 |                     |
|      | 2      | Petra Chocová         | Rep. Ceca   |       | DSQ                 |